# علم الوجود الجغرافي السياسي
يعتبر علم الوجود الجغرافي السياسي إحدى الأنطولوجيات التي طورتها منظمة الأغذية والزراعة للأمم المتحدة (الفاو) لوصف وإدارة وتبادل البيانات المتعلقة بالكيانات الجيوسياسية مثل البلدان والأقاليم والمناطق وغيرها من المجالات المماثلة.
الهدف الرئيسي من تبويب هذه المعلومات الجيوسياسية هو تقديم مرجع رئيسي لتزويد المستخدمين بأحدث المعلومات الجيوسياسية وهي آلية جديدة لوصف المعلومات الجيوسياسية وإدارتها وتبادلها.
يحتاج الأشخاص الذين يعملون في مجال المعلومات الجيوسياسية عادة إلى العثور على أحدث المعلومات الجيوسياسية المتوفرة حالياً بأكفأ وأسرع أسلوب.
كذلك عندما يريد المستخدمون استعمال هذه المعلومات الجيوسياسية في نظمهم أو اقتسامها مع خبراء آخرين فانهم مضطرين لتعديلات اليدوية أو الأوتوماتيكية لتحويلها إلى أشكال ملائمة تتيح لنظمهم اقتسامها وتبادلها بسهولة. إنّ نظام تبويب المعارف الجيوسياسية الجديد لديه القدرة على تحسين هذه العمليات.

## تعريفات وأمثلة
أنطولوجية عبارة عن نوع من المعاجم يصف المعلومات على نحو رسمي  مستخدماً مفاهيم  وعلاقات ضمن نطاق معين بلغةٍ تقوم على أساس لغة الترميز القابلة للامتداد لغة الترميز القابلة للامتداد-based standard language (OWL- لغة تبويب المعارف على الويب) لا يفهمها البشر فحسب بل وكذلك الآلات.
- يعرّف المفهوم  معرفة مجرّدة مثل: إقليم يتمتع بالحكم الذاتي أو تجمّع جغرافي. ويتم تنفيذ المفاهيم في التبويب على نحو واضح من خلال أفراد  وفئات.
  - يعرّفالفرد  بأنه شيء مدرك بالحواس من العالم الحقيقي مثل “إثيوبيا“، و“البلدان الأقل نمواً” في النطاق الجيوسياسي.
  - تعرّفالفئة  بأنها مجموعة من الأفراد الذين يشتركون في خواصّهم العامة. حيث تعرّف إثيوبيا - كما يوضحها الشكل 1, – وهي شيء من العالم الحقيقي، مثلاً بأنها فرد. وقد جرى التعبير عن الخواص المشتركة بين الأفراد (إثيوبيا وجمهورية كوريا وإيطاليا الخ...) وذلك من خلال تحديد فئة سمّيت الشكل 1, وهكذا فان الدائرة الوردية اليسرى في الشكل تبين فئة البلدان التي «تحكم ذاتياً» وأن «إثيوبيا» فرد يقع ضمن فئة البلدان التي «تحكم ذاتياً». «. كما تبين الدائرة الخضراء اليمنى» فئة«تجمّع وأن» البلدان الأقل نمواً" is an " فرد يقع ضمن «فئة».
- يجري تنفيذ العلاقات  المفاهيم على نحو واضح من خلال:
  - 	الخواص الشيئية  القائمة بين أفراد من فئتين مثل «له أعضاء» و«عضو في»، كما هو موضح في الشكل1
  - 	الخواص البيانية  بين أفراد الفئات والحروف وبيانات لغة الترميز القابلة للامتداد مثل «صالح حتى 2008».
  - 	المحدّدات في الفئة و/أو الخاصية مثل بلد «محكوم ذاتياً وله اسم واحد رسمي باللغة الإنكليزية».

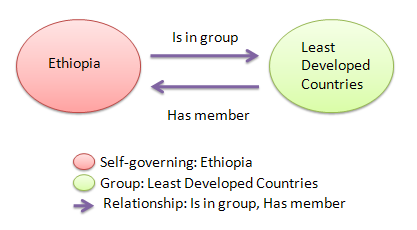
الشكل 1. مثال على المفاهيم والعلاقات في تبويب المعلومات الجيوسياسية.

وميزةوصف المعلومات على نحو رسمي  رسمي في تبويب المعارف هي أنه يمكّن المرء من ادخال معرفة بالنطاق إلى التبويب، وذلك من خلال تحديد هيكل التسلسل الهرمي للفئات وإضافة أفراد إليها وتحديد الخواص الشيئية والخواص البيانية وتخصيص المحدّدات. أما ميزة استخدام اللغة التي تقوم على أساس لغة الترميز القابلة للامتداد فهي أنها تقدم وسيلة للتواصل مع النظم الأخرى دون الحاجة لبذل جهود خاصة مثل تعديل البيانات أو تحويلها. كما أن إمكانية استخدامالمعالجة الآلية  للبيانات تساند استخلاص المعلومات الجديدة من بين المعلومات المعطاة. ولذلك يعد تبويب المعلومات الجيوسياسية تبويباً ذا نطاق محدد للمعلومات الجيوسياسية، وقد ورث هذه الخصائص من تبويب المعارف.

## تبويب المعلومات الجيوسياسية لمنظمة الأغذية والزراعة للأمم المتحدة (FAO)
تبويب المعلومات الجيوسياسية الذي نتحدث عنه في هذا المقال من جانب منظمة الأغذية والزراعة قد جرى تطوير النظام الذي يوفر الأسماء بلغات المنظمة (FAO) وهي العربية والصينية والفرنسية والإنكليزية والأسبانية والروسية ذلك بعدد من الأجهزة الرمزية: ISO2، ISO3، AGROVOC، قاعدة البيانات الإحصائية لمنظمة الأغذية والزراعة، FAOTERM, GAUL, الأمم المتحدة، وبرنامج الأمم المتحدة الإنمائي. منظمة الأغذية والزراعة كما يتتبع هذا التبويب الخاص التغيرات التاريخية التي وقعت منذ 1985 حتى اليوم، ويقدم المواقع الجغرافية (الإحداثيات الجغرافية) كما ينفّذ علاقاتٍ محددة فيما بين البلدان والبلدان وبين البلدان والتجمعات، ومن ضمنها خاصيات البلد مثل: له حدود مع كذا، وهو سَلَف كذا ووريث كذا، ويُدار من جانب كذا، ويضم كذا عضواً وهوعضو في التجمع كذا
تتمثل الأهداف الرئيسية لتبويب المعلومات الجيوسياسية في:
- تقديم أحدث المعلومات الجيوسياسية للمستخدمين وأكثرها نفعاً لهم
- دعم وتتبّع التغيرات التاريخية في المعلومات الجيوسياسية
- تحسين إدارة المعلومات الجيوسياسية وتيسير التشارك في البيانات المعيارية ذات الصلة
- توضيح منافع تبويب المعلومات الجيوسياسية في مجال تحسين التشغيل المشترك لنظم المعلومات المختلفة لدى المنظمة

من الممكن تفريغ ملفّ المعلومات الجيوسياسية هنا  والوثائقية التابعة له هنا
الشكل (2) يعرض مثالاً على تنفيذ تبويب المعلومات الجيوسياسية داخل نظام معلومات المنظمة المعني بالملامح القطرية ورسم الخرائط ذات الصلة الذي يعرّف المستخدمين على المعلومات الجيوسياسية.

## معالم تبويب المعلومات الجيوسياسية لمنظمة الأغذية والزراعة للأمم المتحدة (FAO)
تضمن تبويب المعلومات الجيوسياسية:
- أنواع المناطق1:
  - الأقاليم: محكوم ذاتياً، غير محكوم ذاتياً، متنازع عليه، أخرى
  - التجمعات: جغرافية، اقتصادية، منظمات، تجمعات خاصة
- الأسماء (الرسمية، والقصيرة وأسماء القوائم) باللغات العربية والصينية والإنكليزية والفرنسية والأسبانية والروسية
- الرموز الدولية: رمز الأمم المتحدة - M49 ورمز المنظمة الدولية للتوحيد القياسي - 3166: ألفا 2 وألفا 3، ورمز برنامج الأمم المتحدة الإنمائي ورمز طبقات الوحدة الإدارية العالمية ورمز قاعدة البيانات الاحصائية لدى المنظمة ورمز مكنز آجروفوك لدى المنظمة وشفرة قائمة مصطلحات المنظمة
- الإحداثيات: خط العرض الأقصى وخط العرض الأدنى وخط الطول الأقصى وخط الطول الأدنى
- العلاقات:
  - العضوية في التجمعات
  - الجيران
  - التغيرات التاريخية: السّلف، الخلَف، ساري المفعول منذ2، ساري المفعول حتى3

1عندما تكون منطقة (إقليم أو تجمّع) قد تغيرت عبر الزمن لكنها احتفظت باسمها فان تبويب المعلومات يفرّق بين المنطقتين من خلال إثبات سنة التغيير في ذيل الاسم المهجور للمنطقة مثل (الفاو 2006). حيث تشير السنة إلى بدء سريان مفعول تلك المنطقة.
2 إن قيمة الخاصية البيانية datatype property «ساري المفعول منذ validSince» تعطي سنة بدء سريان مفعول المنطقة (الإقليم أو التجمّع) الذي ترتبط به. ويتبّع تبويب المعارف الجيوسياسية التغيرات التاريخية حتى عام 1985 فحسب. ولذلك إذا ورد في معلومات المنطقة ساري المفعول منذ = 1985 فان ذلك يشير إلى أن تلك المنطقة قد باتت سارية المفعول منذ 1985 أو قبل ذلك.
3 إن قيمة الخاصية البيانية «ساري المفعول حتى validUntil» تعطي آخر سنة لسريان مفعول المنطقة (الإقليم أو التجمّع) الذي ترتبط به. وإذا كانت المنطقة سارية المفعول حالياً فان القيمة توضع تلقائياً على 9999.

## التنفيذ بلغة تبويب المعارف على الويبOWL
يتم تنفيذ تبويب المعلومات الجيوسياسية التابعة للمنظمة منظمة الأغذية والزراعة بلغة تبويب المعارف على الويب OWL. حيث تتكون من فئات وخواص وأفراد وقيود للفئات والخواص. ويبين الجدول (1) كافة الفئات، كما يعطي وصفاً موجزاً وقائمة ببعض الأفراد الذين ينتمون إلى كل فئة. غير أنه تجدر ملاحظة أن الطبعة الحالية من تبويب المعلومات الجيوسياسية لا تضم أية معلومات بشأن الأقاليم «المتنازع عليها». كما يوضح الجدولان (2) و (3) الخواص البيانية والخواص الشيئية.

## أمثلة
يعدّ موقع نظام معلومات المنظمة المعني بالملامح القطرية ورسم الخرائط ذات الصلة (FCPMIS) منفَذ معلومات متعدد اللغات يقوم على أساس شبكة الويب ويعرض مخزن معرفة المنظمة الهائل بشأن الأغذية والزراعة مصنفةً حسب القطر والمجال المواضيعي. ويتيح النظام للمستخدمين في أنحاء العالم الوصول إلى المعلومات القطرية دون عناء البحث عنها في مصادر البيانات متغايرة الخواص. وقد قامت المنظمة في مايو/أيار 2008 بإطلاق مشروع للنهوض بمستوى هذا النظام. حيث يهدف المشروع إلى تعزيز وصول المستخدمين إلى المعلومات القطرية وزيادة التعاون بين المنظمة وشركائها في المنظمات الأخرى. كما تعمل المنظمة في مجال تطوير ونشر المعايير والإجراءات الدولية الخاصة بإدارة المعلومات الزراعية. وتقوم المنظمة كذلك بتشجيع اقتسام المعرفة/ التكنولوجيا الجديدة في مجال إدارة المعلومات الزراعية. ويعد تطبيق تبويب المعلومات الجيوسياسية في نظام معلومات المنظمة المعني بالملامح القطرية ورسم الخرائط ذات الصلة إحدى المهام الرئيسية الرامية لإنجاح عملية النهوض بمستوى هذا النظام. ومن المتوقع تحقيق المنافع الثلاث التالية خلال تنفيذ تبويب المعلومات الجيوسياسية ضمن النظام المذكور.
- يقدم تبويب المعلومات الجيوسياسية أحدث المعايير الدولية وأكثرها نفعاً في مجال المعلومات الجيوسياسية، إضافة إلى تقديم آلية جديدة لإدارة المعلومات الجيوسياسية وتبادلها.
- يعزز تبويب المعلومات الجيوسياسية عمليات تجميع المحتوى من المستودعات متعددة المصادر داخل نظام معلومات المنظمة المعني بالملامح القطرية ورسم الخرائط ذات الصلة، وذلك إلى جانب تعزيز الترتيب التزامني لهذا المحتوى..
- يمكّن تبويب المعلومات الجيوسياسية نظام معلومات المنظمة المعني بالملامح القطرية ورسم الخرائط ذات الصلة من تحسين وصول وتصفّح المستخدمين للمعلومات من خلال تجميع ومقارنة البيانات في الأقطار أو الأقاليم المجاورة.

الشكل (2) يعرض مثالاً على تنفيذ تبويب المعلومات الجيوسياسية داخل نظام معلومات المنظمة المعني بالملامح القطرية ورسم الخرائط ذات الصلة الذي يعرّف المستخدمين على المعلومات الجيوسياسية.

## وصلات
- FAO Country Profiles and Mapping Information System
- FAO Terminology (FAOTERM)

## قراءة موسعة
- Oberle, D., Guarino, N., & Staab, S. (2009) What is an ontology?. In: "Handbook on Ontologies". Springer, 2nd edition, 2009.
- Fensel, D., van Harmelen, F., Horrocks, I., McGuinness, D. L., & Patel-Schneider, P. F. (2001). "OIL: an ontology infrastructure for the Semantic Web". In: Intelligent Systems. IEEE, 16(2): 38–45.
- Gangemi A., Presutti V. (2009). Ontology Design Patterns.[وصلة مكسورة] In Staab S. et al. (eds.): Handbook on Ontologies (2nd edition), Springer, 2009.
- Maria Golemati, Akrivi Katifori, Costas Vassilakis, George Lepouras, Constantin Halatsis (2007). "Creating an Ontology for the User Profile: Method and Applications". In: Proceedings of the First IEEE International Conference on Research Challenges in Information Science (RCIS), Morocco 2007.
- Mizoguchi, R. (2004). "Tutorial on ontological engineering: part 3: Advanced course of ontological engineering". In: New Generation Computing. Ohmsha & Springer-Verlag, 22(2):198-220.
- Gruber، T. R. (1993). "A translation approach to portable ontology specifications" (PDF). Knowledge Acquisition. ج. 5 ع. 2: 199–220. CiteSeerX:10.1.1.101.7493. DOI:10.1006/knac.1993.1008. مؤرشف من الأصل (PDF) في 2020-01-10.
- Maedche, A. & Staab, S. (2001). "Ontology learning for the Semantic Web". In: Intelligent Systems. IEEE, 16(2): 72–79.
- Natalya F. Noy and Deborah L. McGuinness. Ontology Development 101: A Guide to Creating Your First Ontology. Stanford Knowledge Systems Laboratory Technical Report KSL-01-05 and Stanford Medical Informatics Technical Report SMI-2001-0880, March 2001.
- Chaminda Abeysiriwardana، Prabath؛ Kodituwakku، Saluka R (2012). "Ontology Based Information Extraction for Disease Intelligence". International Journal of Research in Computer Science. ج. 2 ع. 6: 7–19. arXiv:1211.3497. Bibcode:2012arXiv1211.3497C. DOI:10.7815/ijorcs.26.2012.051.
- Razmerita, L., Angehrn, A., & Maedche, A. 2003. "Ontology-Based User Modeling for Knowledge Management Systems"[وصلة مكسورة]. In: Lecture Notes in Computer Science: 213–17.
- Soylu, A., De Causmaecker, Patrick. 2009.Merging model driven and ontology driven system development approaches pervasive computing perspective. in Proc 24th Intl Symposium on Computer and Information Sciences. pp 730–735.
- Smith, B. Ontology (Science), in C. Eschenbach and M. Gruninger (eds.), Formal Ontology in Information Systems. Proceedings of FOIS 2008, Amsterdam/New York: ISO Press, 21–35.
- Staab, S. & Studer, R. (2009). Handbook on Ontologies. 2nd edition. Springer-Verlag, Heidelberg.
- Uschold, Mike & Gruninger, M. (1996). Ontologies: Principles, Methods and Applications. Knowledge Engineering Review, 11(2).
- W. Pidcock, What are the differences between a vocabulary, a taxonomy, a thesaurus, an ontology, and a meta-model?
- Yudelson, M., Gavrilova, T., & Brusilovsky, P. 2005. Towards User Modeling Meta-ontology. Lecture Notes in Computer Science, 3538: 448.
- Movshovitz-Attias, Dana and Cohen, William W. (2012) Bootstrapping Biomedical Ontologies for Scientific Text using NELL. BioNLP in NAACL, Association for Computational Linguistics, 2012.